# Nikolaj Pentschew
Nikolaj Pentschew (bulgarisch Николай Пенчев, englische Transkription: Nikolay Penchev; * 22. Mai 1992 in Plowdiw) ist ein bulgarischer Volleyballspieler.

## Karriere
Pentschew begann seine Karriere 2005 bei Volley Victoria. 2010 wechselte er zu Pirin Balkanstroy. Kurz nach der Teilnahme an der Junioren-Europameisterschaft gab er am 26. September 2010 sein Debüt in der A-Nationalmannschaft. Im folgenden Jahr ging der Außenangreifer in die italienische Liga zu Copra Piacenza. 2012 erreichte er mit Bulgarien bei den Olympischen Spielen in London den vierten Platz.